# Dicranum pseudorobustum
Dicranum pseudorobustum là một loài rêu trong họ Dicranaceae. Loài này được Müll. Hal. ex Geh. mô tả khoa học đầu tiên năm 1877.